# Redemption II (Stargate SG-1)
Redemption II (Redención, Parte 2) es el segundo episodio de la sexta temporada de la serie de televisión de ciencia ficción Stargate SG-1. Corresponde a la Parte 2 de 2 capítulos, siendo antecedida por Redemption I. Es también el episodio Nº 112 de toda la serie.

## Trama
El Dr. McKay discute la situación con Carter, cuando toma la idea de 2 científicos y propone utilizar un pulso electromagnético para destruir lo que sea que este al otro lado del portal
A pesar de las advertencias de Carter, Hammond ordena proceder. Realizan el plan, pero no da resultado y comienzan a salir relámpagos del PEM. Carter recibe una fuerte descarga al intentar cerrar el Iris.
Mientras en el mundo Jaffa, Teal'c y Bra'tac descubren la ubicación del arma de Anubis y junto a Rya'c viajan en el Tel'tak de Shaq'rel hacia allí. El planeta está protegido por varias Ha'tak, las que pronto detectan la nave de carga, a pesar de que esta se hallaba camuflada. Teal'c, Bra'tac y Rya'c entonces bajan al planeta, donde son atacados por varios Jaffa. Aunque Rya'c es herido durante la batalla, los tres vencen a los Jaffa y luego se ocultan para evitar a los constantes guardias y planeadores que patrullan la zona. Más adelante, logran encontrar el arma, que resulta ser de origen Antiguo, y mientras Rya'c permanece oculto, los otros dos intentan acceder a ella, pero son descubiertos y capturados por varios guardias.
En el SGC, calculan que debido a que tuvieron que abrir el iris, solo queda la mitad del tiempo antes de que el Portal explote. Una vez recuperada de sus heridas, Carter habla con Jonas, quien le pregunta cómo pudieron meter dentro de la montaña el Portal, siendo que no cabe por ninguna puerta. Ella responde que el techo se abre, y esto le da una idea.
Deciden entonces sacar el Portal de la base, y amarrarlo al X-302, el cual una vez fuera de órbita lo soltara a una velocidad que lo mandara lejos de la Tierra.
Más adelante, Chekov habla con Hammond sobre permitir el uso de su Stargate para reemplazar a éste, pero los rusos exigen mucho y Hammond le dice que hasta no saber como lidiar con el arma de Anubis el 2º Portal debe ser sellado.
Luego, en el planeta de Anubis, Bra'tac y Teal'c son llevados por un estrecho camino, cuando un planeador de la muerte aparece y les dispara a los guardias. Resulta ser Rya’c, quien se prepara para destruir el arma Antigua.
En la Tierra, en tanto, O’Neill está listo para despegar. Como el portal pesa mucho, tuvieron que sacarle varias cosas al X-302, incluyendo el tren de aterrizaje. Jack deberá eyectarse al volver. Un avión entonces lleva a la aeronave a la altura estimada y la suelta. Ésta continúa ascendiendo, pero perdiendo poco a poco velocidad. Debido a esto, O'Neill se ve forzado a activar el motor principal antes de tiempo, y pronto se queda sin combustible. Con la nave cayendo de regreso, McKay sugiere hundir el portal en el fondo del océano. Aunque Carter no cree que sirva de mucho, parece ser la única posibilidad de salvar vidas, pero entonces O'Neill sugiere usar la Hiperpropulsión. Sin embargo, no saben que pasaría al abrir una ventana hiperespacial en la atmósfera y McKay piensa que muy arriesgado. No obstante, puesto que Jonas dice que la inestabilidad de la Naquadria es exponencial a la cantidad de energía extraída, pueden reducir el riesgo activando la Hiperpropulsión tan solo un segundo, lo que aun así equivaldría a miles de kilómetros. Efectúan entonces el plan, y la nave entra exitosamente a hiperespacio, aunque no pueden saber si O'Neill logró eyectarse a tiempo. Después de unos minutos, se confirma una explosión en el espacio y el Coronel O'Neill es avistado en el océano por los aviones de rescate.
En ese momento, en el mundo Goa'uld el Portal se cierra. Rya’c es perseguido por otros planeadores y aunque recibe un grave disparo, logra destruir el arma de Anubis.
De vuelta en el SGC, éste comienza a cerrarse, en tanto McKay se despide de Carter.
Mientras empaca sus cosas, Hammond conversa con O'Neill, pero en ese instante reciben una comunicación de radio del espacio. Resulta ser Teal'c, quien se acerca en un Tel’tak a la Tierra e informa que Rya'c destruyó la nueva arma de Anubis.
Más tarde, el Portal ruso es instalado en la base. Hammond informa que a cambio, ellos le dieron a los rusos mucho dinero, los planos del X-302 y el X-303, y algo más. Sin embargo, O’Neill sugiere que en vez de integrar un ruso al SG-1, se les dé a ellos su propia unidad SG. Hammond pregunta que sucede con el SG-1 entonces, y O’Neill responde que ya encontró un nuevo miembro: Jonas Quinn.
Finalmente, El SG-1 parte con su nuevo integrante a una nueva misión a través de la galaxia.

## Artistas invitados
- Tony Amendola como Bra'tac.
- Christopher Kennedy como el Dr. Larry Murphy.
- David Hewlett como el Dr. Rodney McKay.
- Gary Chalk como el Coronel Chekov.
- Neil Denis como Rya'c
- Gary Jones como Walter Harriman Davis.
- Tobias Mehler como el Teniente Simmons.
- David Palffy como Anubis.
- Aleks Paunovic como Shaq'rel
- Ivan Cermak como el Capitán Hagman.
- Craig McNair como Técnico #3.
- Dan Shea como Siler.
- Michael Soltis como médico.
- Dale Hall como Comandante Jaffa.[3]
- Grizz Salzl como Jaffa #1.[3]
- Aaron Douglas como Jaffa #2.[3]
- Robert Thurston como Científico #1.[3]
- Robert Clarke (II) como Científico #2.[4]